# Muiderberg
Muiderberg est un village néerlandais situé dans la commune des Gooise Meren, en province de Hollande-Septentrionale. Il se trouve sur l'Ĳmeer, juste à l'ouest du Gooimeer, 15 km au sud-est d'Amsterdam et 8 km au sud-ouest d'Almere. Sa plage en fait une destination journalière prisée des Amstellodamois en été.
Lors du recensement de 2021, Muiderberg compte 3 150 habitants. Jusqu'en 2016, date de création de la commune des Gooise Meren, le village fait partie de la commune de Muiden. À Muiderberg se trouve le pont à la portée la plus longue (255 m) des Pays-Bas, le Zandhazenbrug, servant au passage de la ligne ferroviaire de Weesp à Lelystad au-dessus de l'autoroute A1.

## Galerie

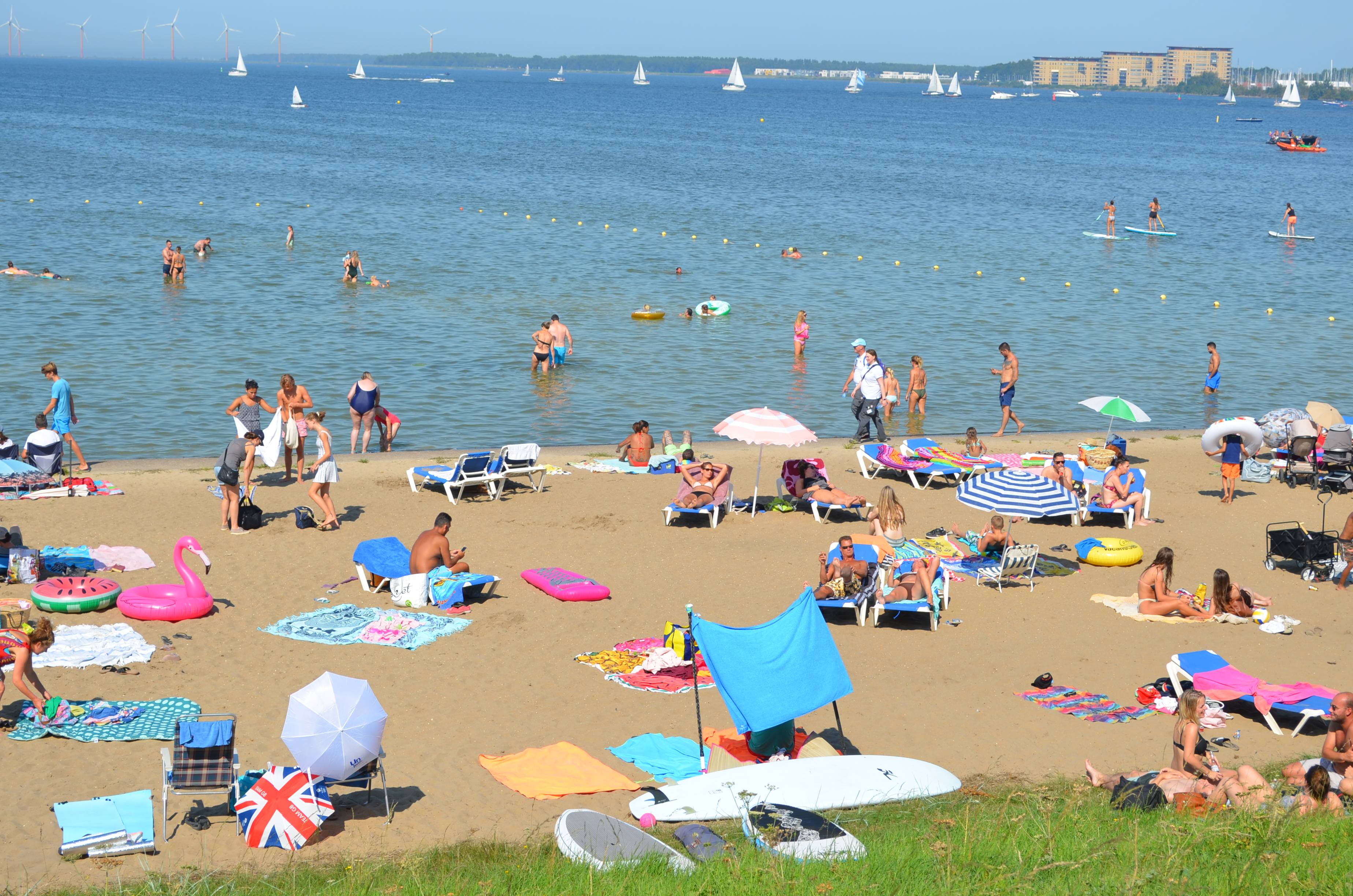
Plage à Muiderberg.
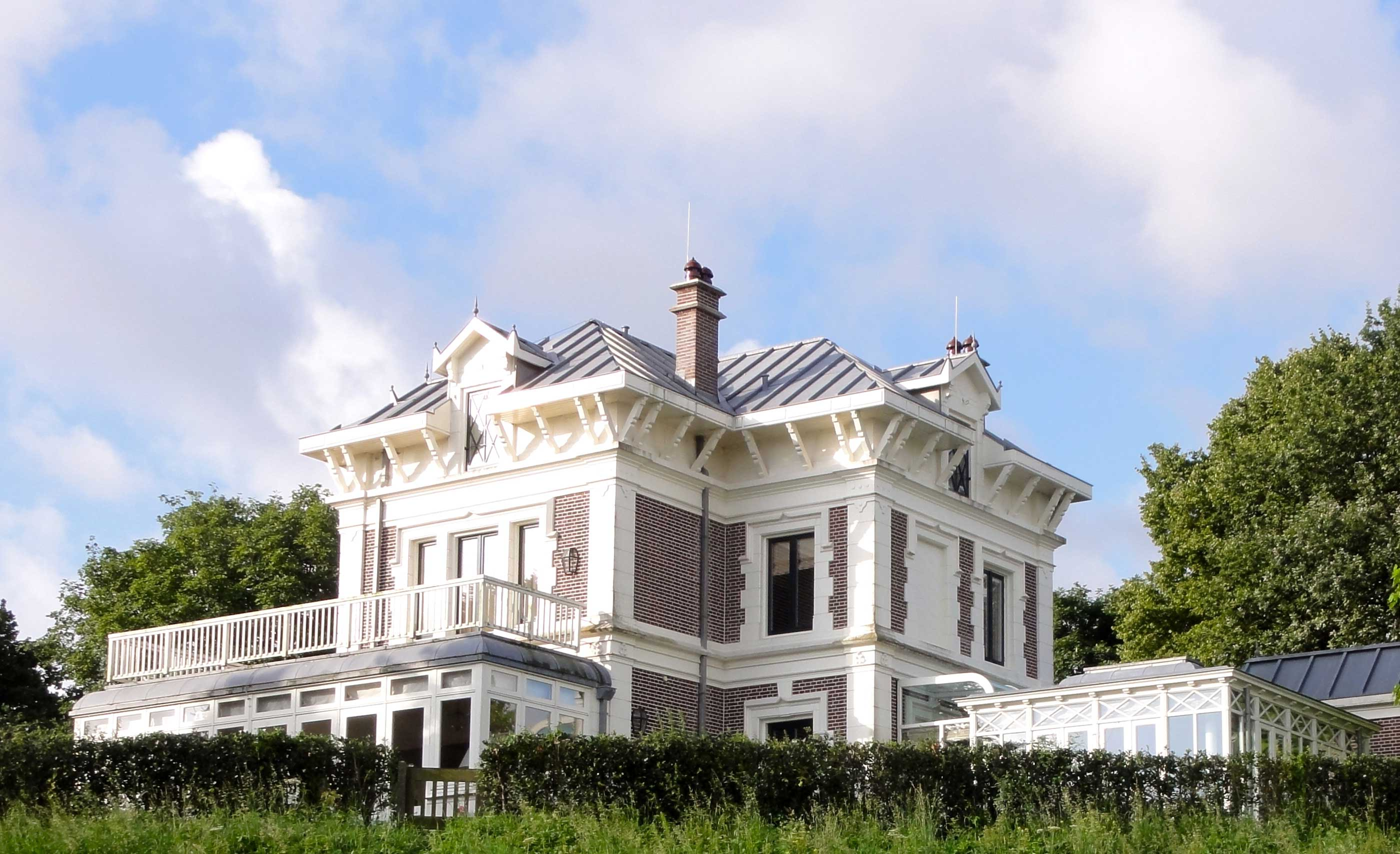
Villa Flevorama, classée aux monuments nationaux.
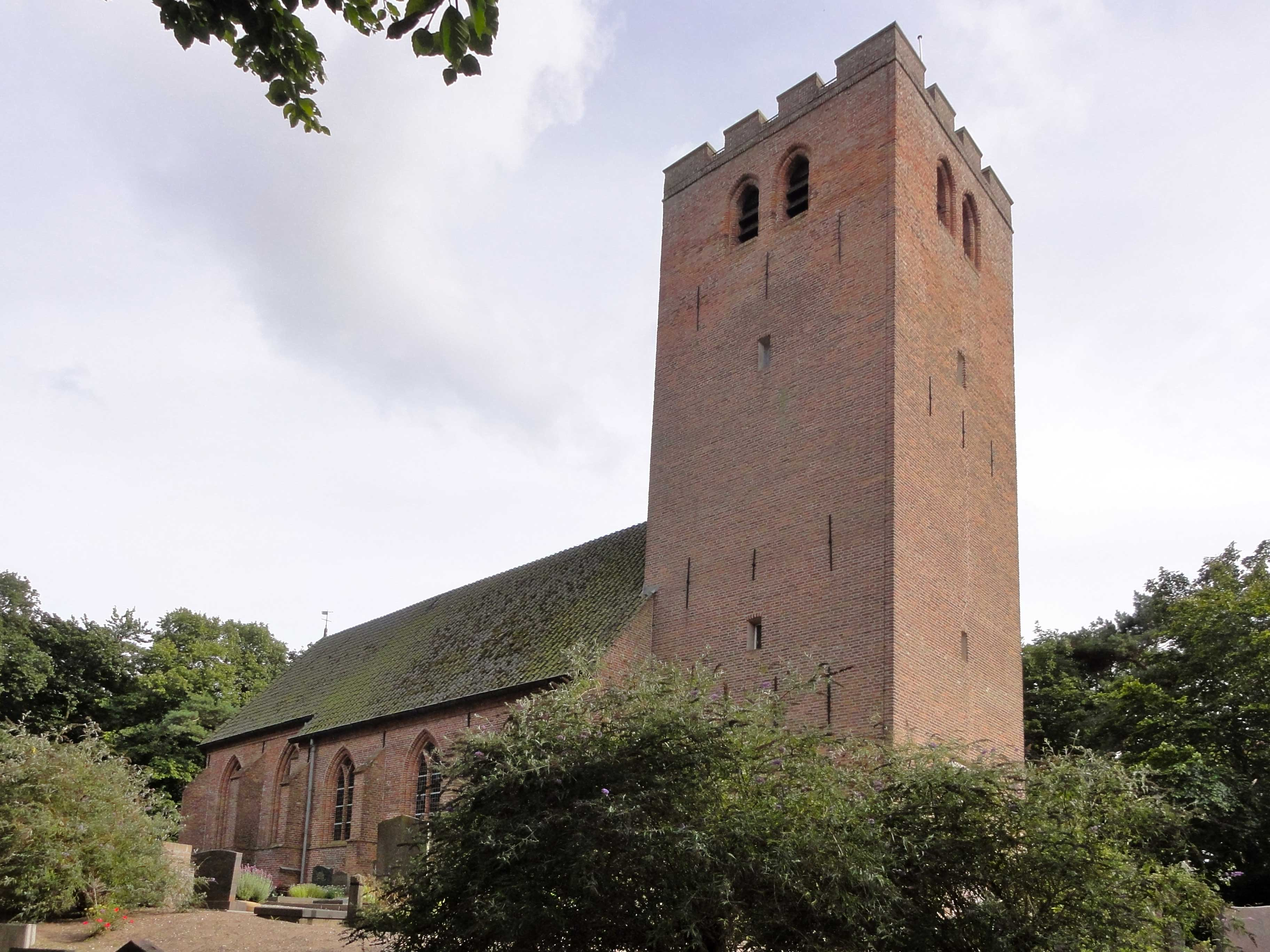
Kerk aan Zee.
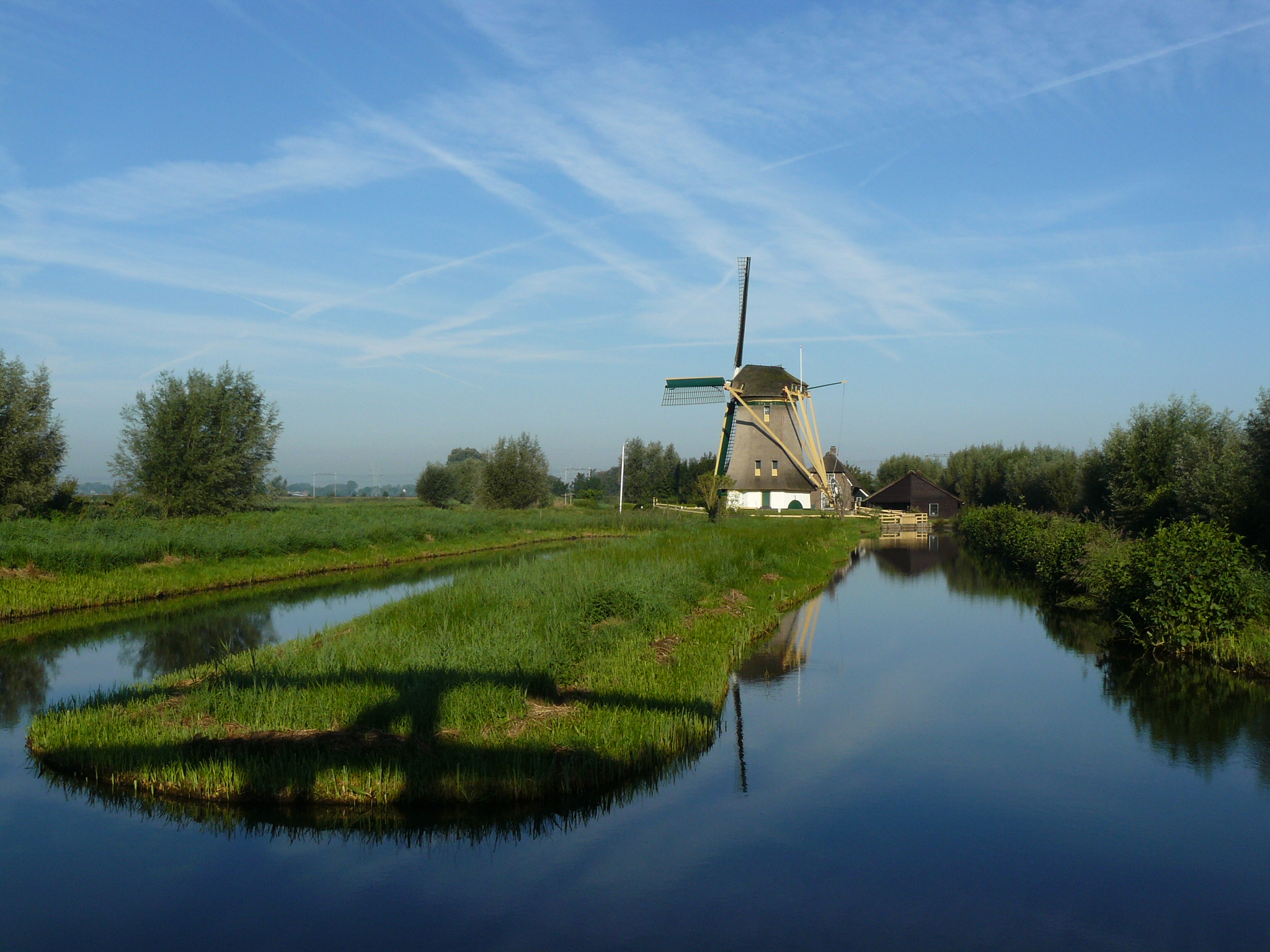
De Onrust.